# Лесники (Смоленская область)
Лесники— деревня  в  Смоленской области России,  в Рославльском районе. Расположена в юго-восточной части области  в 11 к западу от Рославля, в 6 км к северу от  автодороги А101 Москва — Варшава («Старая Польская» или «Варшавка»).   Население — 359 жителей (2007 год). Административный центр Лесниковского сельского поселения.

## Экономика
Средняя школа, медпункт, дом культуры.